# 瓦爾特PP手槍
瓦爾特PP（德語：Walther PP）是由德國卡爾·瓦爾特運動槍有限公司制造的反沖作用操作半自動手槍。

## 歷史
一战后签订的凡尔赛条约要求德国槍械的口径不得超过8毫米，因此瓦爾特公司开发了一种全新的手枪，被称为警用手枪（Polizeipistole）。1930年，为了满足高级军官、特工、刑事侦探人员的需求，瓦尔特公司研制了缩小了的警用刑事手枪（Polizeipistole Kriminalbeamte）。

## 设计及生產
瓦爾特PP和PPK手枪使用外露式击锤，傳統雙動式扳機，兩側都有保險鈕，彈匣底部有一塑膠延伸體以便於射手抓握。
在瓦爾特公司被迫停止生產PP及PPK手槍後，便允許進行仿製。法國的Manurhin、美國的Ranger Manufacturing、Interarms、史密斯威森、東德、巴基斯坦、羅馬尼亞及土耳其都曾獲授權生產或私自仿製瓦爾特PP/PPK手槍，其中部分國家及一些小廠的生產至今仍然進行中。1950年代初期，由于当时从苏联引进的托卡列夫手枪尺寸较大且威力过强并不适合隐蔽使用，中華人民共和國于1952年从东德引进PPK手枪，仿製成52式手枪，俗称“765公安枪”，除配备给人民警察使用外，亦配发给负责保卫工作和隐蔽战线的国安人员使用。然而中国无法生产PPK手枪使用的.32 ACP手枪弹，因而从东德和捷克斯洛伐克进口弹药。由于中国仿制的工艺品质不佳，52式手枪因在使用过程中出现大量问题而开始被撤装，后逐步被苏联马卡洛夫手枪和其国产的64式手枪所取代。
苏联的马卡洛夫手槍、中華人民共和國的64式手枪、匈牙利的FEG PA-63、捷克斯洛伐克的CA50在设计过程中都受到PP的影响，而部份第三世界國家至今仍採用PP或PPK型作為警察用的佩枪。

## 使用國
- 阿尔巴尼亚
- 阿根廷
- 奥地利
- - 特別安全部隊（英语：Special Security Force）（PPK）
- 比利时
- 巴西
- 布吉納法索
- 加拿大
- 中非
- 智利
- 中华人民共和国：以东德提供的“P1001”为蓝本，於本土仿製成“52式手槍”，俗称“765公安枪”，後來改良成知名的64式手槍。
  - 中华人民共和国人民警察
  - 中华人民共和国国家安全部
  - 中华人民共和国海关
- 刚果共和国
- 捷克
- 丹麦
- 埃及
- 法國
  - 警察部門（使用授權生產型）
- 魏瑪共和國
  - 警察部門
- 納粹德國
  - 德意志國防軍（為軍官、車組人員、空軍和海軍人員的個人防衛武器）
  - 警察部門
- 东德：採用PPK的當地生产型“P1001”。
  - 国家人民军
  - 德国人民警察
  - 斯塔西
- 西德
  - 德意志聯邦國防軍（PPK；以「P21」的名義使用，裝備憲兵和情報人員）
  - 警察部門
- 匈牙利
  - 使用仿製型
- 印度尼西亞
  - 特種部隊
- 伊朗
  - 警察部門（槍上刻上波斯文）
- 愛爾蘭
  - 愛爾蘭陸軍遊騎兵聯隊
- 以色列
- 義大利
  - 義大利國家警察（英语：Polizia di Stato）中央保安行動局（英语：Nucleo Operativo Centrale di Sicurezza）[4]（PPK）
- 日本
  - 警視廳警備部警備科（PPK；已被SIG P230手槍所取代）
- 黎巴嫩
- 马达加斯加
- 马来西亚
- 模里西斯
- 尼泊尔
- 尼日尔
- 挪威
- 巴基斯坦
- 葡萄牙
- 羅馬尼亞
- 塞内加尔
- 塞舌尔
- （10.26事件中金載圭就是用這把槍刺殺朴正熙及車智澈。）
- 苏联
  - 外交人員
  - 被列為獎勵武器
- 瑞典
  - 警察部門（PP；已退役）
- 瑞士
- 泰國
- 多哥
- 土耳其
  - 使用仿製型
- 乌克兰
  - 被列為獎勵武器
- 英国
  - 安全局
  - 英國武裝部隊（以「L66A1」及「L47A1」的名義使用，作個人防衛武器之用，至今仍裝備英國空軍）
    - 英國陸軍特種空勤團
- 美国
  - 警察部門（使用授權生產型）
  - 美國海軍海豹部隊
- 委內瑞拉
- 越南
  - 越南人民军
  - 越南社会主义共和国人民警察

## 流行文化
由于PP及PPK手枪的成功，许多小说、漫画作者喜欢让他们笔下的主角使用PP系列手枪。
在英國動作電影第1至第18部007电影中，特務就使用一把PPK手枪，直到後來第18部007电影中才改用瓦爾特P99作為新一代手槍，而在中PPK重新被使用並被Q改良為龐德專用。

### 電子遊戲
- 2021年—《應徵入伍》：作為德軍手槍欄位武器，使用銀幣購買。

## 圖片集

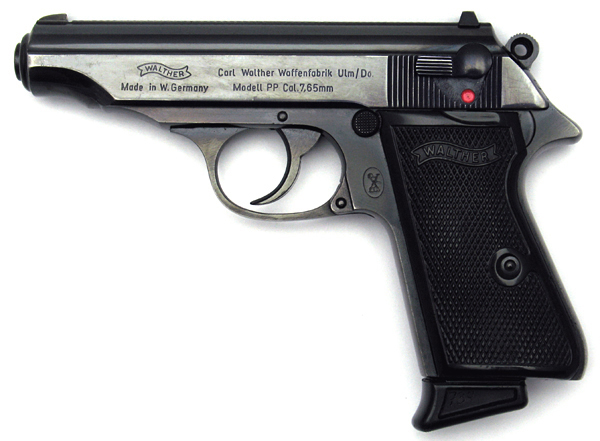
Original Walther PP pistol，7.65 x 17mm（.32 ACP）

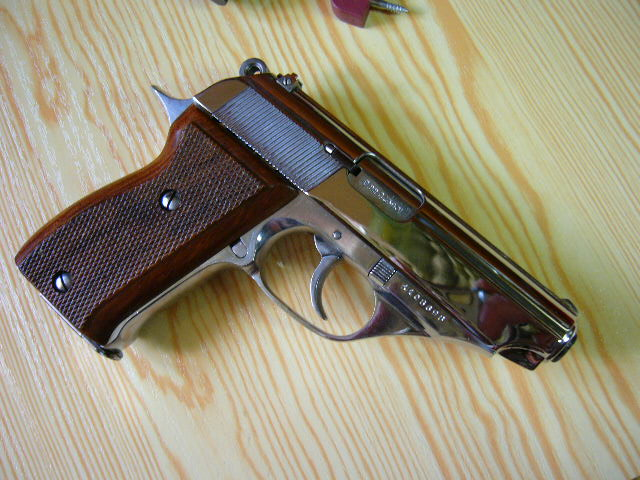
An Astra Constable

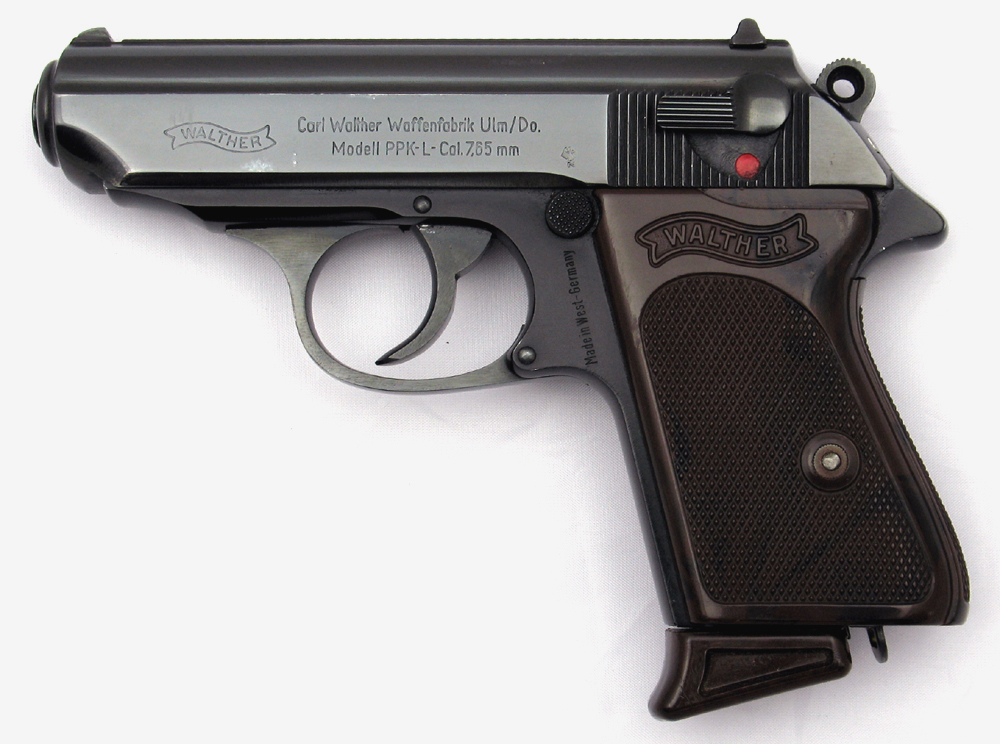
Walther PPK-L manufactured in 1966，7.65 x 17mm（.32 ACP）

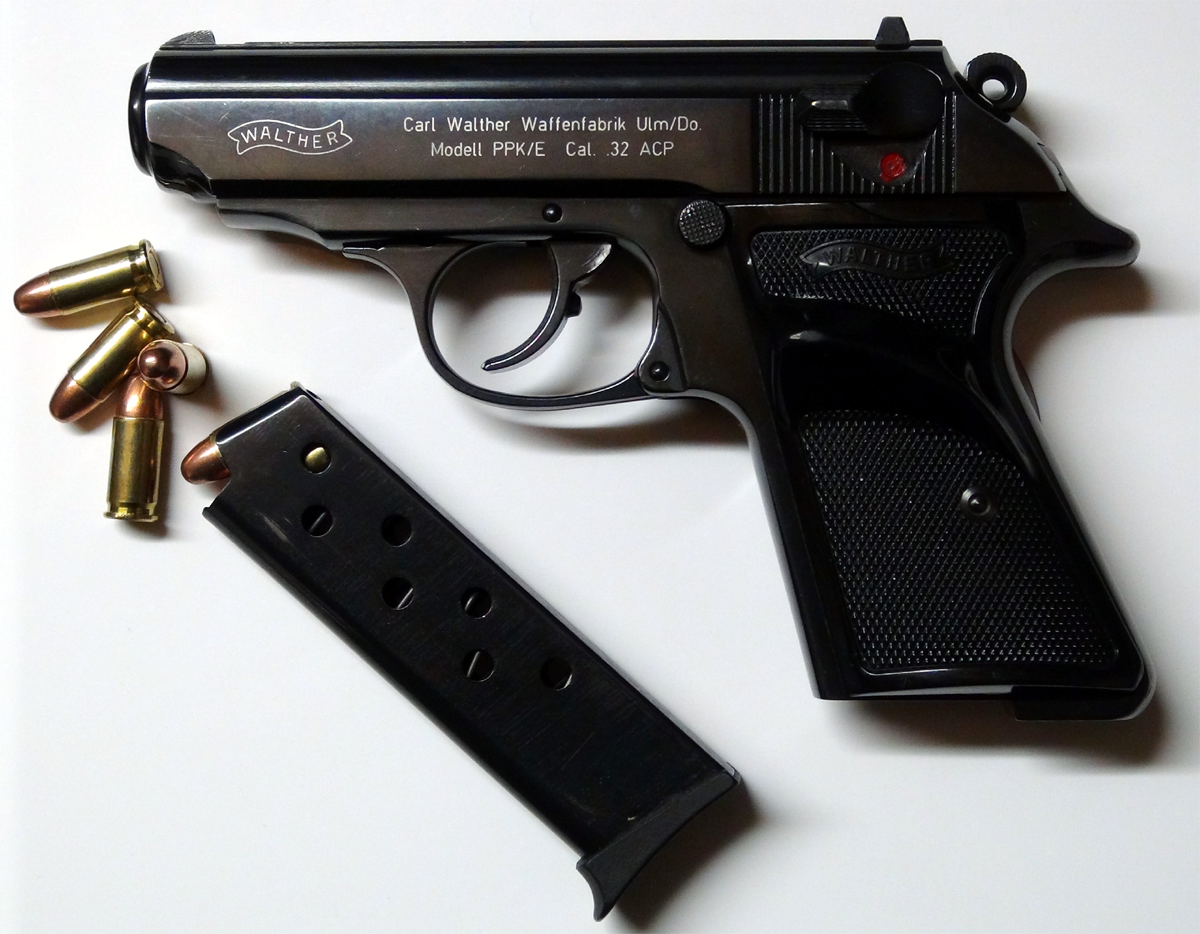
Walther PPK/E .32 ACP（7.65 x 17mm）

## 資料來源
1. ↑  瓦尔特公司及其自动装填手枪的发展历程
2. ↑  .   [2009-06-27]. （原始内容存档于2016-02-05）.
3. ↑  德国瓦尔特PP和PPK手枪 的存檔，存档日期2009-09-29.
4. ↑  .   [2017-03-03]. （原始内容存档于2017-03-03）.
5. ↑  Bond and Guns in 2006 的存檔，存档日期2007-10-28.

## 外部連結
- （德文）—Walther (Germany) （页面存档备份，存于）
- （英文）—Smith & Wesson's American Walther site （页面存档备份，存于）
- （英文）—Official Walther Classic Pistols page （页面存档备份，存于）
- （英文）—Walther PP/PPK instruction manual （页面存档备份，存于）
- （英文）—Walther PP spare parts drawing （页面存档备份，存于）
- （英文）—Walther PPK/PPK-L spare parts drawing （页面存档备份，存于）
- （英文）—Walther PPK/S spare parts drawing （页面存档备份，存于）
- （英文）—Walther PPK/E exploded view （页面存档备份，存于）
- （英文）—Unofficial Walther home page
- （英文）—Photos of the Walther PPK
- （英文）—Modern Firearms—Walther PP, PPK and PPK/S pistol （页面存档备份，存于）
- Walther PPK Review: A very underrated firearm （页面存档备份，存于）華瑟PPK的雙動扳機作動情形。（YouTube影片，2分4秒～2分28秒）（英文）
- Walther PPK/S .22lr - Suppressed （页面存档备份，存于）華瑟PPK/S .22LR裝上減音器前後射擊音爆差異。（YouTube影片，2分11秒～2分58秒）
- （简体中文）—槍炮世界——PP手槍 （页面存档备份，存于）
  - PPK手槍 （页面存档备份，存于）
  - PPK/S手槍 （页面存档备份，存于）